# Куба на Летњим олимпијским играма 1928.
Куба је на свом четвртом учешћу на Олимпијским играма 1928. била представљена са једним такмичарем који је учествовао у атлетским такмичењима.
Куба на овим играма није освојила ниједну медаљу.

## Учесници по дисциплинама
| Спорт      | Мушкарци | Жене | Укупно |
| ---------- | -------- | ---- | ------ |
| Атлетика   | 1        | 0    | 1      |
| Укупно (1) | 1        | 0    | 1      |

## Резултати по дисциплинама

### Атлетика
Тркачке дисциплине
| Атлетичар      | Дисциплина | Група    | Група   | Четвртфинале | Четвртфинале | Полуфинале       | Полуфинале       | Финале           | Финале           |
| Атлетичар      | Дисциплина | Резултат | Место   | Резултат     | Место        | Резултат         | Место            | Резултат         | Место            |
| -------------- | ---------- | -------- | ------- | ------------ | ------------ | ---------------- | ---------------- | ---------------- | ---------------- |
| Хозе Бариентос | 100 м      | 11,00    | 5-25/76 | непознат     | 13-31/32     | Није се пласирао | Није се пласирао | Није се пласирао | Није се пласирао |